# جون كوك (عسكري)
جون كوك (بالإنجليزية: John Cook)‏ هو عسكري أمريكي، ولد في 10 أغسطس 1847 في سينسيناتي في الولايات المتحدة، وتوفي في 3 أغسطس 1915 في واشنطن العاصمة في الولايات المتحدة.